# Mijnenveger (spel)
Mijnenveger (Engels: Minesweeper) is een spel dat veel mensen kennen omdat het standaard werd meegeleverd bij het besturingssysteem Windows. Daarnaast kan het ook op mobiele telefoons gespeeld worden. Hiervoor is het spel ook te vinden in de verschillende appstores.

## Omschrijving
Het spel bestaat uit een veld met gesloten vakjes, waarvan onder enkele vakjes een mijn verstopt zit. Het hoofddoel is zo snel mogelijk alle vakjes waar zich geen mijn bevindt te identificeren. In het begin klikt men een vakje in het veld aan, in de hoop dat er geen mijn onder zit. Als dit niet het geval is, zal er een nummer tussen 1 en 8 verschijnen, of een veld met meerdere nummers. Dit nummer geeft aan hoeveel mijnen er aan dit vlakje grenzen, dit kunnen vakjes zijn die aan naast elkaar staan, of schuin van elkaar staan. Hiervan uitgaande kan men alle mijnen ontwijken door de nummers op de verschillende aangeklikte vlakjes logisch te combineren.
Velden waarvan men verwacht dat er een mijn achter zit, kan men markeren met een vlaggetje. Velden waarover men twijfelt kan men markeren met een vraagteken. Vaak is te zien hoeveel mijnen nog gevonden moeten worden. De moeilijkheidsgraad is variabel en hangt samen met het aantal velden en de hoeveelheid mijnen die zijn verstopt.
Veld en vak is hetzelfde.

## Versies
In de Windowsversie zijn er drie standaardborden: Beginner, Gevorderde en Expert. Beginner bestaat uit 8×8 vakjes (Windows 3.1, 95, 98) of 9×9 vakjes (Windows 2000, XP) met 10 mijnen. Gevorderde bestaat uit 16×16 vakjes met 40 mijnen. Expert bestaat uit 24×16 vakjes met 99 mijnen. Verder kan de speler zelf ook een bord definiëren met afmetingen tussen 8×8 (of 9×9) en 24×30 en met het aantal mijnen tussen 10 en 668 (afhankelijk van de bordgrootte). Het spel wordt makkelijker als er relatief weinig mijnen zijn, vergeleken met de grootte van het speelbord.
In de versie van Windows Vista is de mogelijkheid opgenomen om een spel op te slaan en later opnieuw op te starten, met de mijnen op dezelfde plaatsen.
Wanneer een speler geen fouten maakt, is het op niveau Beginner zo, dat de speler met zekerheid alle mijnen op het veld vindt. Op niveau Expert is dat niet zo. Op dat niveau kan de speler in de loop van het spel niet altijd met zekerheid een vak kiezen, waar geen mijn ligt. Dat kan aan het begin zijn, wanneer het grote deel van alle velden nog vrij is, halverwege, wanneer er nog open gebieden zijn, of aan het einde, wanneer er tussen een paar velden een gelijke kans is, dat er een mijn ligt. Niveau Gevorderde is zo ingesteld, dat het maar een heel enkele keer voorkomt, dat de speler niet met zekerheid alle mijnen vindt.

## Werkwijze
Door met de rechtermuisknop op een vakje te klikken, wordt dat vakje als mijn gemarkeerd. Dat betekent niet dat zeker is dat daar inderdaad een mijn ligt. Men kan de markering weghalen door weer te klikken.
Door met de linkermuisknop op een vakje te klikken, wordt dat vakje geopend. Ligt daar een mijn, dan is het spel direct afgelopen en verloren. Ligt er op het geopend vakje geen mijn, dan verschijnt er een getal dat het aantal omringende mijnen aangeeft. Ligt er niet alleen op het geopende veld geen mijn maar op de omringende velden ook niet, dan opent het spel die velden automatisch. In één keer is dan een bepaald gebied veilig. Dit versnelt het spel.
Een snellere manier om vakjes te openen is door gesloten vakjes te markeren en met beide muisknoppen tegelijk op een getal in een geopend vakje te klikken. Bijvoorbeeld: in een geopend vakje staat een 2, en van de omringende vakjes zijn er twee als mijn gemarkeerd. Klikt de speler nu met beide knoppen op de 2, dan worden alle niet-gemarkeerde omringende vakjes geopend. Komt het getal niet overeen met het aantal gemarkeerde vakjes, dan gebeurt er niets.
Op smartphones of tablets tik je op de vakjes om deze te openen. Ook hierbij geldt dat het spel is afgelopen als er een mijn onder ligt. Voor het markeren van vakjes waaronder vermoedelijk een mijn ligt is dan een speciale knop aanwezig waarop getikt dient te worden om een vlaggetje te plaatsen. Voor de rest werkt het spel hetzelfde als de Windowsversie.

## Varianten

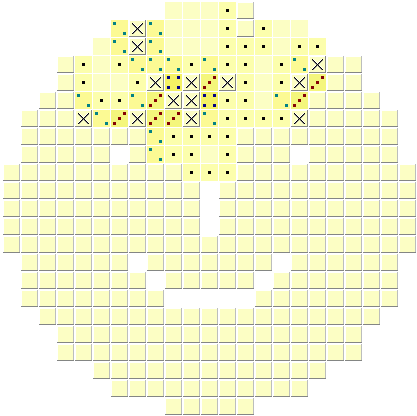
Online, nonrectangular
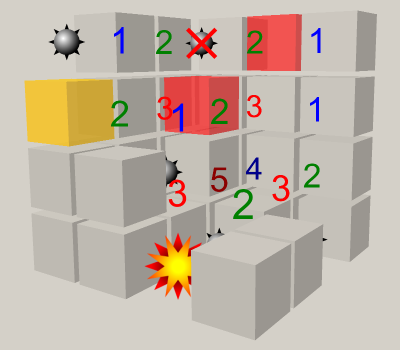
3D
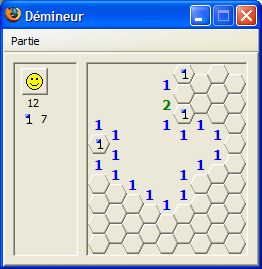
hexagonal
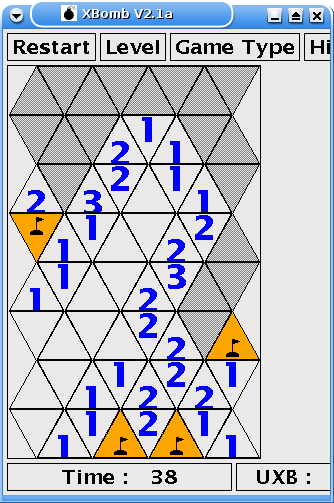
triangular
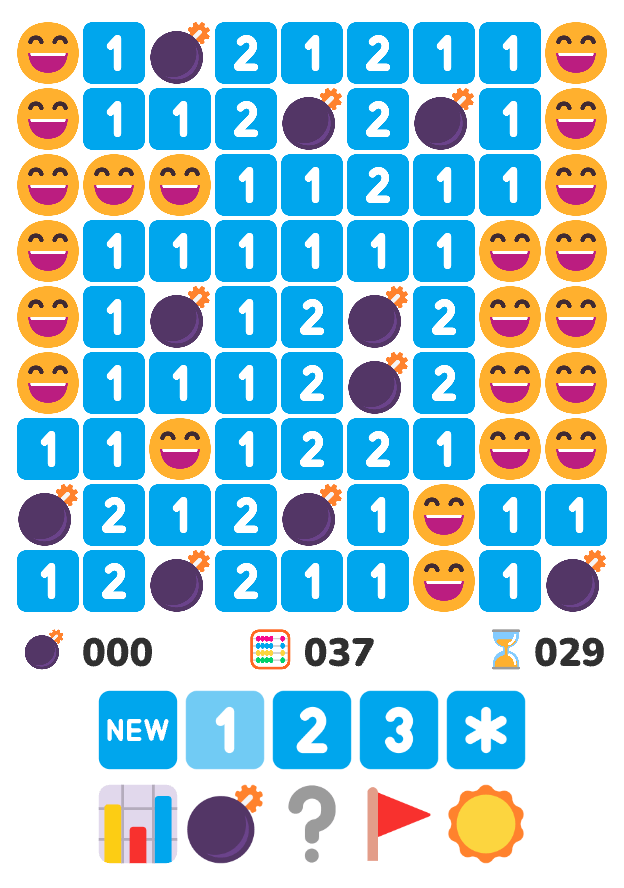
emoji

## Records
De officieuze wereldrecords zijn: Beginner/Intermediate/Expert 1/8/32 seconden door Kamil Muranski. De officieuze Nederlandse records zijn 1/12/47. Een ranglijst met de beste tijden wordt bijgehouden door de mijnenvegergemeenschap, zie hiervoor de externe link.

## Kritiek
In 2001 had de Italiaanse organisatie 'International campaign to ban winmine' uit piëteit met de slachtoffers van landmijnen kritiek op Windows' Mijnenveger. Ze vroegen Microsoft om hun eigen versie van mijnenveger, 'Winflower', in te bouwen in Windows XP. Misschien als reactie hierop heeft Microsoft in Windows Vista de optie toegevoegd de vormgeving aan te passen om de mijnen te vervangen door bloemen.

## Variatie
Men kan het spel voor zichzelf moeilijker maken door geen vakjes als mijn te markeren, dus door alleen de linkerknop te gebruiken of op een apparaat met aanraakscherm door alleen de vakjes aan te tikken.

## Trivia
- Het spel is opgenomen in het boek 1001 Video Games You Must Play Before You Die van Tony Mott.